# Lithothrix
Lithothrix, monotipski rod crvenih algi iz porodice Lithophyllaceae. Taksonomski je priznat kao zaseban rod, a jedina vrsta je L. aspergillum, morska alga s pacifičke obale Sjeverne Amerike.
Rod je opisan 1867. godine.

## Sinonimi za vrstu
- Amphiroa aspergillum f. nana Setchell & Gardner 1903
- Lithothrix aspergillum f. nana (Setchell & N.L.Gardner) Yendo 1905